# La Maison des folles
 (mai 2019).
La Maison des Folles est une web-série dramatique québécoise scénarisée et réalisée par Mara Joly. La première saison est de huit épisodes de onze minutes et la seconde en huit épisodes de vingt-quatre minutes.  
Elle a été présentée pour la première fois le 3 avril 2019 au Cinéma du Parc de Montréal, en ouverture du Festival Courts d'un soir et est disponible en ligne sur les sites web des chaînes Unis et Télé-Québec.
La série a remporté le Grand Prix Télé-Hebdo pour les séries courtes du Festival Canneseries,.

## Fiche technique
- Idée originale, réalisatrice, scénariste : Mara Joly
- Production : St-Laurent.tv
- Directeur de la photo : Vincent Gonneville
- Monteuse : Alexandra Oakly
- Assistante à la réalisation : Alexandra Larocque-Pierre
- Directeur artistique : Ludovic Dufresne
- Costumes : Mélanie Brisson
- Prise de son : Christian David
- Chef éclairagiste : Jayden Scholes
- Chef machiniste : Vincent Plourde-Lavoie
- Éclairagiste : Saad Abas
- Photographie de plateau : Eva-Maude Tardif-Champoux
- Musique Originale : Maxime Fortin
- Mixeur sonore et monteur dialogue : Francis Gauthier
- Concepteur sonore : Robin Girard
- Post-synchronisation : James Duhamel
- Coloriste : Martin Gaumond
- Designer graphique : Alexis Melançon
- Superviseur musical : Joss Dumas/ Bandit
- Adjointe aux producteurs et gestionnaire de communauté : Audrey Paquette
- Producteurs exécutifs : Lou Bélanger, Rafael Perez
- Productrice déléguée : Sophie Samson

### Distribution
- Jessica Iacobaccio : Dolorès
- Sarah Cantin : Sahara
- Juliette Gariépy : Alizée
- Claire Jacques : Matante
- Anne-Florence Lavigne : Fauve
- Yulia Shupenia : Érika
- Émile Schneider : Kevin

## Prix et nominations
- Grand prix au Festival Canneséries dans la catégorie Séries courtes.
- Best web series au Los Angeles Film Awards 2019.
- Nomination meilleure série dramatique pour une série produite par les médias numériques au Prix Gémeaux 2019.
- Nomination meilleur texte pour une série produite par les médias numériques pour Mara Joly au Prix Gémeaux 2019.
- Nomination meilleure réalisation pour une série produite par les médias numériques pour Mara Joly au Prix Gémeaux 2019.
- Nomination meilleure interprétation féminine pour une série produite par les médias numériques pour Juliette Gariépy au Prix Gémeaux 2019.
- Nomination meilleure interprétation féminine pour une série produite par les médias numériques pour Sarah Cantin au Prix Gémeaux 2019.
- Nomination meilleure web série dramatique au Webfest Berlin 2019.
- Nomination sélection officielle au Bilbao Seriesland Web Fest Festival 2019.